# Połoski Nowe
Połoski Nowe (do 31.12.2012 Nowe Połoski) – wieś w Polsce położona w województwie lubelskim, w powiecie bialskim, w gminie Piszczac.
W latach 1975–1998 miejscowość położona była w województwie bialskopodlaskim. Wieś jest sołectwem w gminie Piszczac.
Wierni Kościoła rzymskokatolickiego należą do parafii Trójcy Świętej w Połoskach.